# Bataafse Petroleum Maatschappij

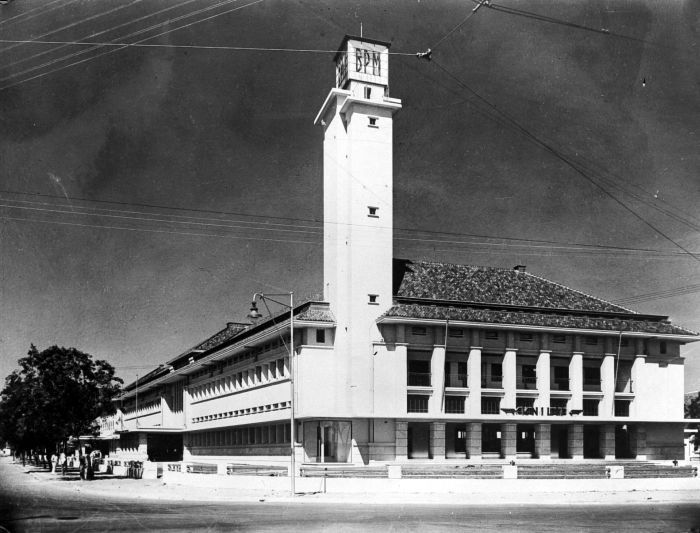
Hoofdgebouw van de Bataafse Petroleum Maatschappij te Batavia (vanaf 1938)

Oliebronnen in Pangkalan Brandan.

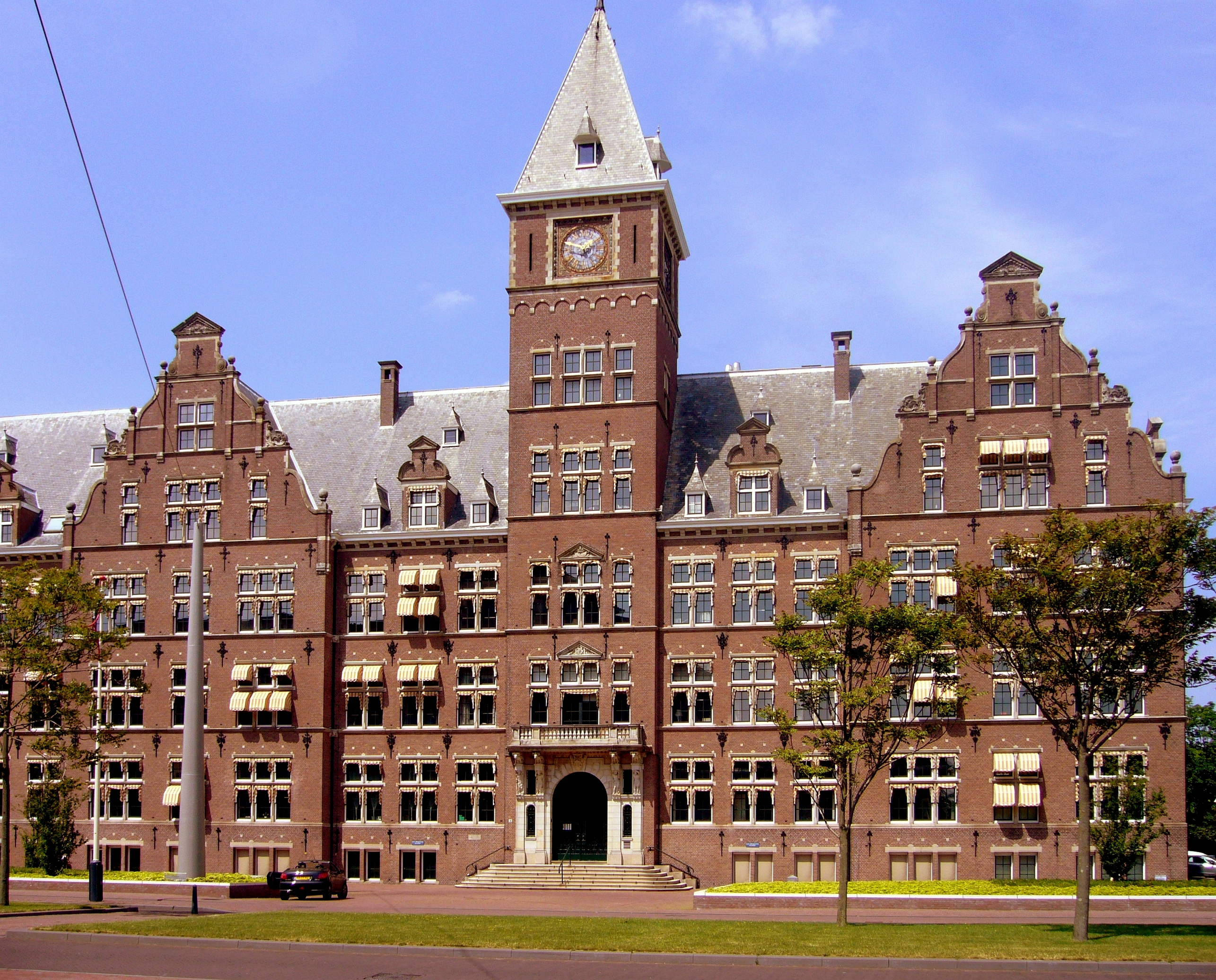
Het hoofdkantoor aan de Carel van Bylandtlaan in Den Haag (Gebr. van Nieukerken, 1917)

De Bataafse Petroleum Maatschappij (B.P.M.) is een oliemaatschappij, die werd opgericht op 26 februari 1907 met als zetel Den Haag. Het is een dochtermaatschappij van Shell geworden.

## Geschiedenis
De vennootschap heette bij oprichting N.V. De Bataafsche Petroleum Maatschappij, vervolgens Bataafse Petroleum Maatschappij N.V. en draagt thans de naam Shell Petroleum N.V. Later werd de naam N.V. Koninklijke Nederlandse Petroleum Maatschappij (Koninklijke Olie). Door het samengaan met Shell werd de uiteindelijke naam van Shell Koninklijke/Shell.
De voorloper van de B.P.M. was een combinatie van geldschieters van Aeilko Jans Zijlker (1840 - 1890), die werd omgezet in de Voorloopige Sumatra Petroleum Maatschappij, die 23.000 gulden voor opsporing beschikbaar stelde. Na de vondst van steeds meer olie werd op 16 juni 1890 de oprichtingsakte voor de N.V. Koninklijke Nederlandsche Maatschappij tot Exploitatie van Petroleumbronnen in Nederlandsch-Indië (K.N.M.E.P.) bij de notaris gepasseerd. De Maatschappij baseerde zijn bestaansrecht op de door Zijlker verkregen concessie van de Pangeran Indra di Radja, Emir van Langkat. Het was een van de zestien Nederlandse petroleummaatschappijen die in Nederlands-Indië actief waren. Dit bedrijf fuseerde in 1906 met Shell tot The Shell Transport & Royal Dutch Petroleum Co.
De B.P.M. was werkzaam in het toenmalige Nederlands-Indië, dolf daar olie en bewerkte die in een eigen raffinaderij in Balikpapan. Het bedrijf was de voorloper van het Indonesische Pertamina. De eerste boring was de bron die bekend stond als Telaga Tiga. De tweede succesvolle boring was Telaga Toenggal. De belangrijkste oliebron van de B.P.M was Pangkalan Brandan (Noord-Sumatra), die wordt beschouwd als de oorsprong van de Koninklijke/Shell. In de jaren 20 van de 20e eeuw werd meer dan 95% van de ruwe olie van Indonesië commercieel geproduceerd door de B.P.M. Aan het begin van de Tweede Wereldoorlog werden de bronnen en de raffinaderij onklaar gemaakt en in brand gestoken om ze niet in handen te laten vallen van de Japanners. Na de Tweede Wereldoorlog werden de bronnen door de TNI (leger van Indonesië) overgenomen en in 1957 werden ze overgedragen aan de Indonesische oliemaatschappij Permina, het latere Pertamina.

## Vestigingen in Nederlands-Indië
- Semarang (hoofdkantoor tot 1938)
- Kawengan, Tuban (oliebronnen)
- Batavia (hoofdkantoor na 1938)
- Balikpapan (raffinaderij)
- Pangkalan Brandan en Pangkalan Susu (oliebronnen)
- Plaju (raffinaderij)

## Vestiging op Curaçao
- Isla (raffinaderij voor Venezolaanse olie; stilgelegd in 2019, precies 100 jaar ná de 1e bouwactiviteiten; Shell is vertrokken medio jaren 80 en verkocht de Isla voor 1 Gulden aan het eilandgebied Curaçao)
- Caracasbaai (voormalige bunkerhaven, alle floatingroof-olietanks zijn gesloopt); er zijn nog enkele aanlegsteigers; een strandje is aangelegd en in de baai zijn duikplekken. Op de landtong zelf: een WIC-quarantainegebouw en een WIC-fort, voorts een strandje voor -destijds- de SHELL-directieleden; alle drie te bezoeken.
- Bullenbaai (olieopslagtanks, bunkerplaats)

## Vestigingen in Nederland
Amsterdam
In 1913 vestigde de Bataafsche Petroleum Maatschappij zich in Amsterdam-Noord op het zuidelijk deel van de Buiksloterham. De glazenier Max Nauta maakte drie gedenkramen voor het Groot Laboratorium van de B.P.M. in Amsterdam.
Den Haag
16 juni 1915 werd de eerste steen gelegd voor het nieuwe hoofdkantoor aan de Carel van Bylandtlaan 30 in Den Haag door G.C.B. Dunlop, toen de laatst levende oprichter van Koninklijke Olie. Achter de gedenksteen werd een tijdcapsule ingemetseld. Het kantoor werd op 17 februari 1917 betrokken. Het U-vormige gebouw lag aan de achterkant aan de Groenhovenstraat. Aan de zijkant (Oostduinlaan) was de ingang naar het souterrain waar de fietsen geparkeerd werden. De tuin, die in de U-vorm lag, werd nooit gebruikt. Omdat het gebouw al snel te klein werd, vond op 21 december 1917 al de eerste bespreking over uitbreiding plaats tussen H. Colijn en de architecten Koch en Cusell. Tijdens de lunch gingen de meeste werknemers naar huis, ongeveer 50 gingen naar de Sierkan en 25 naar De Landbouw, twee melksalons tegenover de hoofdingang in de Bachmanstraat. In 1922 werd een lunchroom in de kelder ingericht. In dat jaar werd ook het Landgoed te Werve in Rijswijk gekocht dat als clubhuis voor het personeel werd gebruikt en in 2011 werd verkocht.
Bij de renovatie van het gebouw in 2021 werd over een van de twee binnenplaatsen een glazen dak geplaatst en gebruikt het rijksmonument ook geen aardgas meer. De gebouwen gebruiken voor de warmwatervoorziening warmte- en koudeopslag in de bodem in combinatie met warmtepompen. Het heeft daarmee energielabel A.
"Delft"
In Rijswijk werd aan de Broekmolenweg tegen de grens met Delft in 1928 een onderzoekslaboratorium gevestigd. De formele benaming was Proefstation Delft. In 1949 kreeg het complex de naam Koninklijke Shell Laboratorium Delft. Omdat er op dit terrein geen uitbreidingsmogelijkheden waren en er plannen waren aan het laboratorium meer onderzoeksafdelingen toe te voegen, wilde men in eerste instantie zich vestigen in Oosterbeek, maar week men uit naar het dichtbij gelegen nog in ontwikkeling zijnde industrieterrein De Plaspoelpolder in Rijswijk.
Rijswijk
In 1959 werd de eerste paal geslagen voor het nieuwe laboratorium aan de Lange Kleiweg in Rijswijk en in 1961 vond de opening plaats. Na enkele jaren werd de naam van het laboratorium gewijzigd in Koninklijke/Shell Exploratie en Produktie Laboratorium (KSEPL).
Pernis
De bekendste vestiging was de raffinaderij in Pernis, die tegenwoordig in bezit is van Shell Nederland Raffinaderij B.V.

## Bekende werknemers
| - Frank Whittle - Rein van Bemmelen - Leo Boogaard sr. - Jim de Booy - Hendrikus Colijn - A. den Doolaard - Jean Jacques Dozy - Jan Willem Ernste - Berend George Escher - F.C. Gerretson - Derk Hoek | - Bonifacius Cornelis de Jonge - Guus Kessler - Willem Maas - Jan Noorduijn - Luitzen Johannes Oosterhoff - Louis Rutten - Martin Rutten - Ulbo de Sitter - Leonard de Vries - Jan Bartlema |